# Before Breakfast
Pour plus de détails, voir Fiche technique et Distribution.
Before Breakfast est un film américain réalisé par Hal Roach, sorti en 1919.

## Fiche technique
- Titre français : Before Breakfast
- Réalisation : Hal Roach
- Production : Hal Roach
- Pays d'origine : États-Unis
- Format : Noir et blanc - 1,33:1 - Film muet
- Genre : comédie, court métrage
- Date de sortie : 1919

## Distribution
- Harold Lloyd
- Snub Pollard
- Bebe Daniels
- Sammy Brooks
- Lew Harvey
- Noah Young